# Amelia Bence

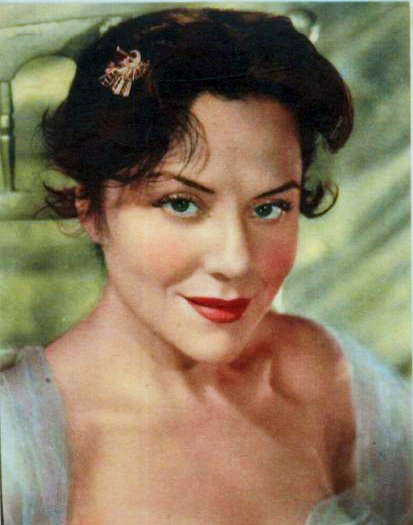
Ritratto di Amelia Bence, 1945 circa.

Amelia Bence nome d'arte di María Amelia Batvinik (Buenos Aires, 13 novembre 1914 – Buenos Aires, 8 febbraio 2016) è stata un'attrice argentina e una delle dive dell'età d'oro del cinema argentino (1940–60).

## Biografia
Nata da immigrati ebrei bielorussi, la Bence iniziò la sua carriera in giovane età, studiando con Alfonsina Storni al Lavardén Children's Theatre e con Mecha Quintana al Conservatorio Nacional de Música y Declamación (Conservatorio nazionale di musica e recitazione). Debuttò nel cinema nel 1933, nel secondo film sonoro dell'Argentina, Dancing, di Luis Moglia Barth. La recitazione della Bence in La guerra gaucha (1942), uno dei film più importanti della storia del cinema argentino, le diede grande riconoscimento e le valse diverse offerte di ruolo da protagonista. Recitò in film come Los ojos más lindos del mundo (1943), Todo un hombre, Camino del infierno (1946), A sangre fría (1947), La otra y yo (1949) e Danza del fuego (1949), ottenendo il premio come migliore attrice dell'Accademia Argentina di Arti e Scienze della Cinematografia per Todo un hombre, A sangre fría e Danza del fuego. La Bence vinse anche il Silver Condor Award come migliore attrice per Lauracha (1946) e venne premiata in Spagna, Cuba e Stati Uniti negli anni '40 e '50.
La Bence sposò l'attore spagnolo Alberto Closas, nel 1950, e dopo il divorzio ebbe una relazione con Osvaldo Cattone negli anni '60. Tra il 1952 e il 1954, girò due film in Messico e ottenne grandi elogi per il suo ruolo da protagonista in Alfonsina (1957), selezionato come film argentino per il Festival Internazionale del Cinema di Berlino, e che le valse un premio dall'Argentina Film Academy. Sviluppò una vasta carriera teatrale negli anni '60, recitando in opere come "La dama del trébol", "Así es la vida", "Maribel y la extraña familia" e "El proceso de Mary Duggan". Dal 1973 al 1976, fece un lungo tour in America Latina e recitò in "La valija" ("La valigia") al Gramercy Arts Theatre di New York, ottenendo un premio dall'Association of Latin Entertainment Critics (ACE) come migliore attrice straniera. Le caratterizzazioni della Bence in "Doña Rosita, la soltera" (1975) e "La loba" (1982) negli Stati Uniti e in Perù ebbero notevole successo. Durante l'ultima fase della sua carriera, recitò in diverse produzioni televisive, tra cui serie come Romina, Bianca e Las 24 horas. Nel 1989, ricevette il Silver Condor alla carriera, e in seguito ottenne premi nella stessa categoria ai Podesta Awards nel 1992 e al National Endowment for the Arts nel 1997. Tra il 1996 e il 2010 è apparsa in diversi teatri con il suo spettacolo "Alfonsina", che univa musica e poesia. Dopo una carriera di otto decenni nell'intrattenimento, si ritirò dalle scene nel 2010 e morì sei anni dopo.

## Filmografia

### Cinema
- Dancing (1933)
- La fuga (1937)
- El forastero (1937)
- Adiós Buenos Aires (1938)
- La vuelta al nido (1938)
- Los caranchos de la Florida (1938)
- Hermanos (1939)
- El matrero (1939)
- El haragán de la familia (1940)
- Novios para las muchachas (1941)
- La casa de los cuervos (1941)
- El tercer beso (1942)
- En el viejo Buenos Aires (1942)
- Cruza (1942)
- La guerra gaucha (1942)
- Son cartas de amor (1943)
- Los ojos más lindos del mundo (1943)
- Todo un hombre (1943)
- Nuestra Natacha (1944)
- Veinticuatro horas en la vida de una mujer (1944)
- Camino del infierno (1945)
- Las tres ratas (1946)
- María Rosa (1946)
- Lauracha (1946)
- El pecado de Julia (1948)
- A sangre fría (1947)
- La otra y yo (1949)
- La danza del fuego (1949)
- La dama del collar (1949)
- Romance en tres noches (1950)
- Mi mujer está loca (1952)
- La Parda Flora (1952)
- Siete Mujeres (1953)
- Las tres Elenas (1954)
- El hombre que debía una muerte (1955)
- Alfonsina (1957)
- Dos basuras (1958)
- De espaldas a la puerta (1959)
- La cigarra no es un bicho (1963)
- La industria del matrimonio (1964)
- Los debutantes en el amor (1969)
- Adiós, Alejandra (1973)
- El día que cambió la historia (2012) (documentario)

### Televisione
- Los premios Nobel (1958) (mini-serie)
- Topaze (1960) (mini-serie)
- Espectáculo eléctrico estándar (1965) (mini-serie)
- Dulce fugitiva  (1979)
- Bianca (1980)
- Romina (1980)
- Las 24 horas (1981)
- Esos que dicen amarse (1993)
- Son o se hacen (1997)
- No hay 2 sin 3 (2004)